# Manuel Tarré
Manuel Fulgêncio Tarré Fernandes ComMAI nascido a 12 de janeiro de 1952 e natural de Loures é um empresário português de sucesso na indústria alimentar e comendador . 
Filho de Francisco Tarré e de Etelvina Fulgêncio, cresceu atrás do balcão da loja de tecidos, chapéus e sapatos e, mais tarde eletrodomésticos, que os seus pais abriram em Loures. Mais tarde viria também a instalar antenas de televisão, face ao crescimento da diversidade da oferta da loja que passou a vender equipamentos eletrónicos e máquinas de costura.
Manuel Tarré é presidente do conselho de administração da Gelpeixe , empresa portuguesa líder no setor alimentar, constituída a 21 de janeiro de 1977, que se dedica à venda de produtos congelados. 
A 17 de dezembro de 2015, em Macieira de Cambra, o Presidente da República, Professor Aníbal Cavaco Silva distinguiu Manuel Tarré Fernandes com o grau de comendador  da Ordem do Mérito Empresarial, Classe do Mérito Industrial . A cerimónia decorreu no âmbito do 8º roteiro Economia Dinâmica. Manuel Tarré foi congratulado pela sua ação enquanto empresário, criando emprego e contribuindo para o desenvolvimento económico da região, bem como pelo seu contributo ativo há mais de 30 anos para o movimento associativo do sector.
Manuel Tarré foi também condecorado, em 2013, pelo Município de Loures com a Medalha de Honra do Concelho que visa distinguir as individualidades que contribuem ativamente para a dinamização do concelho. 

## "Dono da Gelpeixe"
Há 39 anos, Manuel Tarré com o pai Francisco Tarré e o irmão Joaquim Tarré fundaram a empresa. A Gelpeixe , com instalações em Loures, detém um "know-how" de quatro décadas e dispõe de uma capacidade produtiva que coloca no mercado mais de 40 toneladas diárias de produtos congelados (das quais cerca de 60% equivale a mais de 60 mil embalagens destinadas ao mercado nacional e internacional) para a qual tem contribuído o investimento contínuo em processos de produção inovadores . 
Em 1985, a Gelpeixe iniciou as suas relações comerciais com África do Sul, aquele que se tornou o mercado internacional estratégico e crucial para a atividade e desenvolvimento da Gelpeixe, através da compra de matéria-prima (pescada). A empresa aposta na sua expansão a par do crescimento sustentável, exportando para diversos mercados internacionais. 
Em 2013, Manuel Tarré foi distinguido ‘Figura do Ano da Produção’ na 1ª Edição do Prémio Masters da Distribuição, atribuídos pela revista Distribuição Hoje. Em 2015, viu a Gelpeixe ser distinguida com o 1º lugar no Prémio de Excelência no Trabalho, no setor industrial que representa, atribuído pela Heidrick & Struggles. Em 2009  e em 2012, a empresa foi também premiada como a Melhor PME para Trabalhar em Portugal. 

## Cidadão e empresário ativo
Conhecedor profundo da indústria alimentar , o empresário Manuel Tarré é presidente da direção da ALIF  – Associação da Indústria Alimentar pelo Frio (desde 1993), uma das seis organizações que integram a Fileira do Pescado . É representante Oficial de Portugal na AIPCE – Associação Europeia dos Processadores de Pescado, com sede em Bruxelas (desde 2004) e ainda Membro e Porta-voz da Comissão da Fileira do Pescado  (organização fundada em 2009), que integra as principais associações do sector (armadores, comerciantes e industriais) visando a valorização da qualidade e da sustentabilidade do pescado consumido em Portugal. Enquanto Presidente da ALIF é responsável pela organização do stand de Portugal, desde 2001, na European Seafood Exposition em Bruxelas (a maior feira de pescado no mundo) a qual integra empresas de congelados, frescos, conservas e bacalhau a nível mundial. Esta iniciativa tem sido também uma das razões do crescimento das exportações portuguesas deste setor nos últimos 15 anos, tendo passado dos 200 milhões de euros (em 2001) para cerca de 1.000 milhões de euros, em 2015.
Exerce, também, desde o ano 2000, as funções de presidente da direção da ANCIPA – Associação Nacional de Comerciantes e Industriais de Produtos Alimentares. É membro da direção da FIPA – Federação das Indústrias Portuguesas Agro-Alimentares. 
Dada a sua proximidade com o mercado de África do Sul, Manuel Tarré contribuiu para fomentar as relações comerciais entre a indústria portuguesa e este país africano, exercendo as funções de presidente da Câmara de Comércio e Indústria Luso Sul-Africana, entre 1990 e 2011.
Entre 1986 e 1990 foi presidente do clube de futebol Sporting Club Pinheiro de Loures.

## ADT -Associação Duarte Tarré
Em memória do seu filho Duarte Tarré, vítima de morte súbita aos 20 anos em 2011, criou, em conjunto com a família, a ADT – Associação Duarte Tarré, cuja missão é apoiar através da doação de 24 bolsas de estudo a alunos do ensino superior que enfrentam dificuldades financeiras, mas que têm sucesso escolar acima da média e que têm uma vontade de alcançar mais para si e as suas famílias.

## Outras informações
Realizou no Instituto Superior de Contabilidade e Administração de Lisboa (ISCAL) o curso de Contabilidade e Gestão e no Instituto Internacional de San Telmo (Sevilha, Espanha) o curso “Alta Direção de empresas da cadeia Agroalimentar”.
Casado, Manuel Tarré tem três filhos, Lídia , Duarte (faleceu em 2011) e Dinis. 
Os automóveis clássicos são um dos seus hóbis preferidos.

## Ligações Externas
Gelpeixe
ADT – Associação Duarte Tarré
ANCIPA
ALIF
Fileira do Pescado